# Lily Tang Williams
Lily Tang Williams ( chino : 唐百合; pinyin: Táng Bǎihé; nacida el 30 de julio de 1964) es una política y activista estadounidense originaria de China .
Como miembro del Partido Republicano, es la candidata republicana para la Cámara de Representantes de Estados Unidos en el segundo distrito del Congreso de New Hampshire en 2024, después de una candidatura anterior para el escaño en 2022.
Exmiembro del Partido Libertario, presidió el Partido Libertario de Colorado de 2015 a 2016 y fue la candidata del partido para el Senado de los EE. UU. en Colorado en 2016 .

## Vida y educación
Lily Tang Williams nació el 30 de julio de 1964 en Chengdu, la capital de la provincia de Sichuan en el centro de China. Nacida de padres analfabetos de clase trabajadora, creció bajo el gobierno de Mao Zedong y su infancia coincidió con la Revolución Cultural, que duró hasta la muerte de Mao en 1976. Creció en la pobreza y se destacó en la escuela, graduándose como la mejor de su clase en la escuela secundaria y ubicándose cerca de las notas más altas en los exámenes nacionales de China.
Tang Williams estudió Derecho en la Universidad Fudan en Shanghai. Mientras estaba en la universidad, conoció a un estudiante de intercambio extranjero de los Estados Unidos que le mostró una versión de bolsillo de la Constitución de los Estados Unidos y la Declaración de Independencia, lo que despertó su interés en inmigrar a los Estados Unidos. Obtuvo su licenciatura en 1985 y posteriormente se unió a la facultad de derecho de la Universidad de Fudan y estudió derecho corporativo mientras China comenzaba a reconstruir su economía. Llegó a los Estados Unidos en 1988 para estudiar en la Universidad de Texas en Austin, y posteriormente se le concedió asilo. En 1991, recibió un máster en trabajo social de la Universidad de Texas en Austin. Se convirtió en ciudadana estadounidense oficial en 1994.

## Carrera empresarial
Tang Williams era asistente de investigación en la Universidad de Texas en Austin y consiguió un trabajo con salario mínimo en una empresa de telemarketing para mejorar sus conocimientos de inglés. Después de graduarse, se convirtió en trabajadora social en Laramie, Wyoming, trabajando con jóvenes con problemas y personas mayores en un negocio de atención médica domiciliaria de Wyoming. A finales de la década de 1990, se mudó a Hong Kong con su familia como expatriada para trabajar como ejecutiva corporativa para PREL, Inc., ayudando a administrar las operaciones de Walmart en China. En 1999, se mudó a Parker, Colorado, para trabajar para una empresa de telecomunicaciones. Cuando la empresa quebró en 2000, Tang Williams fundó una empresa de consultoría para ayudar a las empresas estadounidenses a realizar negocios en China y proporcionar servicios de testigos expertos sobre asuntos relacionados con China. Ella y su marido aprovecharon la caída del mercado inmobiliario y en 2008 lanzaron una empresa de gestión de propiedades en alquiler que opera en Colorado y Nevada. También es oradora pública de la Fundación Conmemorativa de las Víctimas del Comunismo y viaja por los Estados Unidos para dar discursos sobre sus experiencias de crecimiento en la China comunista.

## Carrera política

### Política de Colorado
Al convertirse en ciudadana estadounidense en 1995, Tang Williams se registró como republicana después de sentirse atraída por las posiciones del partido sobre un gobierno limitado. Sin embargo, se desilusionó con el partido debido a las disposiciones de vigilancia de la Ley Patriota y la aprobación de la Ley de Estabilización Económica de Emergencia y finalmente abandonó el Partido Republicano para convertirse en libertaria en 2008.
Tang Williams formó parte de la junta directiva de la asociación de propietarios de su vecindario de 2000 a 2002 y presidió la junta directiva de la escuela autónoma de sus hijos en el condado de Douglas de 2005 a 2008. Se involucró por primera vez en la política durante una pasantía para el representante estatal de Colorado, Brad Young, en 2002. Se sintió motivada a convertirse en activista política tras la elección de Barack Obama. Inicialmente se pronunció en contra de Common Core y las leyes de control de armas, y luego testificó contra las nuevas leyes de control de armas a nivel estatal en el Capitolio del Estado de Colorado en 2013.
Tang Williams fue coordinadora regional de la campaña presidencial de 2012 del exgobernador de Nuevo México Gary Johnson y apoyó la candidatura de Johnson en 2016 después de que ganara la nominación libertaria. Tang Williams y su esposo fueron delegados nacionales en la Convención Nacional Libertaria en 2012 y 2016. Se postuló por primera vez para un cargo en 2014 como candidata libertaria para la Cámara de Representantes de Colorado en el Distrito 44, obteniendo solo el 6,4% de los votos.
El 26 de abril de 2015, Tang Williams fue elegido presidenta del Partido Libertario de Colorado. El 12 de enero de 2016 anunció que se postularía para el Senado de los Estados Unidos como libertaria.

#### Campaña al Senado de Estados Unidos de 2016
El 12 de enero de 2016, después de renunciar como presidenta del Partido Libertario de Colorado, Tang Williams anunció su candidatura al Senado de los Estados Unidos en las elecciones de 2016 para desbancar al actual senador demócrata estadounidense Michael Bennet. Participó en un debate de elecciones generales contra Bennet y el candidato republicano Darryl Glenn, convirtiéndose en la primera candidata de un tercer partido en participar en un debate de este tipo en Colorado. Obtuvo el 3,6% de los votos en las elecciones generales, por debajo de Johnson, que ganó el 5,2% de los votos en Colorado en la misma elección.

### Política de New Hampshire
Tang Williams, elegida anteriormente como Supervisora de Listas de Verificación en la ciudad de Weare, New Hampshire, es cofundadora y presidenta de la Coalición Asiático-Americana de New Hampshire y forma parte del consejo asesor de Padres Estadounidenses Involucrados en la Educación. Como defensora de los derechos de los padres, Tang Williams sostiene que los padres tienen derecho a rechazar el uso obligatorio de mascarillas y las vacunas. Durante la pandemia de COVID-19, fundó un grupo social de mujeres en Weare, New Hampshire, para conectar a las mujeres locales durante la cuarentena. Respaldó a Donald Trump en las elecciones presidenciales de 2024 y ha expresado dudas sobre los resultados de las elecciones presidenciales de 2020. 

#### Campaña de Congreso 2022
Tang Williams se postuló para la Cámara de Representantes de Estados Unidos en el segundo distrito del Congreso de New Hampshire en las elecciones de 2022 para derrocar a la actual representante demócrata Annie Kuster. Se enfrentó al extesorero del condado de Hillsborough, Bob Burns, y al alcalde de Keene, George Hansel, en las primarias republicanas. Recibió el respaldo de Tea Party Express, una organización del movimiento Tea Party que apoya a candidatos conservadores para cargos estatales y federales. Quedó tercera en las primarias, ganando el 24,9% de los votos y perdiendo ante Burns, quien luego fue derrotado por Kuster en las elecciones generales.

#### Campaña al Congreso 2024
Después de las elecciones intermedias de 2022, Tang Williams anunció que se postularía nuevamente para la Cámara de Representantes de los EE. UU. en el segundo distrito del Congreso de New Hampshire en 2024 para reemplazar a Kuster, quien se retira en lugar de buscar la reelección. Se enfrentó al empresario de Lincoln, Vikram Mansharamani, y al empresario de Hanover, Bill Hamlen, en las primarias republicanas y los derrotó a ellos y a otros 10 candidatos con el 35,8% de los votos. Como candidata republicana en este distrito, Tang Williams se enfrentará a la candidata demócrata Maggie Goodlander, exasesora de la Casa Blanca de Biden, en las elecciones generales.

#### Participación en el Proyecto Estado Libre
En 2016, Tang Williams visitó New Hampshire por primera vez y firmó el compromiso del Proyecto Estado Libre de mudarse a New Hampshire y “promover la libertad”. En 2019, después de volver a registrarse como republicana, ella y su esposo se mudaron a Weare, New Hampshire. Aunque no es un miembro activo del Proyecto Estado Libre, habló en el Festival de la Libertad Porcupine de la organización como candidata al Congreso en 2024. 

## Vida personal
Tang Williams conoció a su marido, John Williams, el día que llegó a los Estados Unidos en 1988. Se casaron en 1990 y tienen tres hijos juntos. Viven en Weare, New Hampshire.